# 千里駒
千里駒（1886年—1936年），原名區家駒，字仲吾，廣東廣州府番禺縣烏洲（今屬佛山市順德區倫教街道）人，著名粵劇表演藝術家，有「花旦王」之稱。
千里駒出身書香世家，自小喜歡粵劇，十一、二歲起先後拜刀馬旦紮腳勝和小生架架慶為師。十五歲跟隨紮腳勝到越南演出，後來投靠惠州的龍門班，擔任小生。他跟隨架架慶學習擔任「小武」，師傅給他取藝名「大牛駒」。後來，他學習小生和花旦行當，更頂替班中正印花旦粉墨登場。由於大受歡迎，架架慶讓千里駒擔任各種花旦。
千里駒後來得到香港商人何萼樓賞識，聘請到“鳳凰儀”、“人壽年”、“國中興”、“周豐年”等著名戲班演出。他與著名演員肖麗湘、小生聰等合作十多年，並充當肖麗湘副手，揣摹她的精妙技藝。他們的劇目十分精采，以主演傳統悲劇《金葉菊》讓人感受至深。後來肖麗湘病倒，千里駒便頂替擔綱，大受觀眾歡迎。
他之後與白駒榮、靚少華等合作演出。千里駒在戲台上演出是文武兼備，能生能旦。他演出倫理悲劇著稱，有「悲劇聖手」之譽。他的旦角藝術融合紮腳勝及肖麗湘的特質，唱腔抑揚有致，跌宕多姿，咬線露字。他在傳統精華上獨創個人風格，在《燕子樓》一劇與樂師黃不滅共同創造「燕子樓中板」、「燕子樓慢板」新腔。由於演出嚴謹決不放鬆，被觀眾稱謂「廣東梅蘭芳」。
千里駒成名後灌制粵曲唱片，讓唱腔藝術得以流傳。1925年省港大罷工期間，千里駒以表演響應罷工號召。他加入粵劇八和公會成了委員，為粵劇仝人謀取福利。
1936年3月20日，千里駒為長期積勞成疾，在廣州逝世。他一生演出劇目一百二十多個，有《蕩舟》、《葉菊》、《再生緣》、《順母橋》、《舍于奉姑》、《夜送寒衣》、《蔡文姬歸漢》、《崔子弑齊君》、《裙邊蝶》、《昭君出塞》等。他對粵劇表演藝術有著傑出貢獻，被粵劇同行和觀眾尊稱他為「伶聖」。